# Selchow (Adelsgeschlecht)

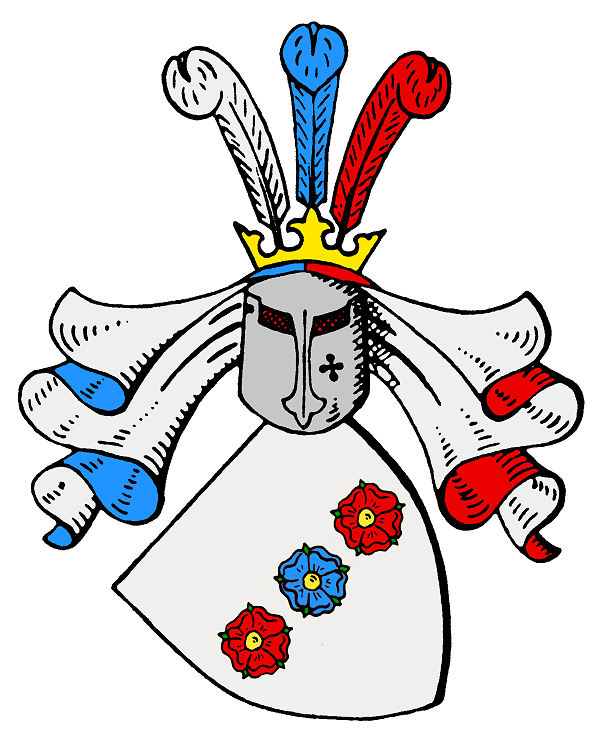
Wappen derer von Selchow

Selchow ist der Name eines alten brandenburgischen Adelsgeschlechts. Die Familie, deren Zweige zum Teil bis heute bestehen, gehört zum Uradel der Neumark. Sie gelangte später auch in Thüringen, Pommern und Schlesien zu Besitz und Ansehen.
Nach dem Jahrbuch des Deutschen Adels erscheint im 14. Jahrhundert eine weitere Adelsfamilie von Selchow, die im Havelland und im Teltow, dort mit dem gleichnamigen Stammhaus Selchow, saß. Das Geschlecht, das auch ein anderes Wappen führt (im Schild eine rechte Spitze), ist schon früh erloschen.

## Geschichte

### Herkunft
Das Geschlecht wird im Jahre 1242 mit Henricus de Selchow erstmals urkundlich erwähnt. Heinrich erscheint in der Urkunde als Zeuge der brandenburgischen Markgrafen Johann und Otto, die dem Kloster Lehnin zahlreiche Güter übereignen. Die ununterbrochene Stammreihe beginnt mit Kaspar von Serlchow auf Lieben im Sternberger Land, der 1536 verstarb.
Selchow, das namensgebende Stammhaus der Familie, liegt unweit von Frankfurt (Oder) und gehörte zum Landkreis Sternberg in der Neumark. Die Ortschaft (pol. Żelichowo) ist heute ein Stadtteil von Krzyż Wielkopolski (ehemals Kreuz (Ostbahn)) in der Woiwodschaft Großpolen in Polen.

### Ausbreitung und Persönlichkeiten
Nach Kneschke gehörte auch Nicolas von Selchow zur Familie. Er trat 1338 zusammen mit weiteren Adeligen, in einem dem Magistrat der Stadt Cölln von Kurfürst Ludwig von Brandenburg gegebenen Konfirmationsbrief über die Gründung eines Altares der Sankt-Petri-Kirche, als Zeuge auf. Joachim von Selchow, Chorherr zu Stargard in Pommern, vermachte 1528 dem Archidiakon und seinem Offizial je zwei Mark Silber.
Hans Melchior von Selchow auf Lieben, Bieberteich und Beelitz, ein Urenkel des Stammvaters Kaspar von Selchow, starb um 1670 als kurfürstlich brandenburgischer Landesdirektor des Kreises Sternberg. Er heiratete 1645 Eva Katharina von Ilow († 1661). Daniel Valentin und Valentin Heinrich, zwei Söhne des Paares, waren die Begründer der beiden Linien der Familie.

#### 1. Linie
Daniel Valentin von Selchow, der Stifter der ersten Linie auf Bieberteich, starb als Herr auf Bieberteich, Beelitz und Grabow. Sein Sohn Wolf Asmus aus der zweiten Ehe mit Anna Elisabeth von Lossow konnte die Linie fortsetzen. Wolf Asmus von Selchow auf Bieberteich und Beelitz (* 1689) wurde königlich preußischer Oberst und Kommandeur des Regiments Glasenapp zu Fuß, Generaladjutant des Königs und Domherr zu Cammin.
Dessen Sohn Friedrich Wilhelm von Selchow (* 1722) auf Bieberteich und Beelitz, später auch auf Vehra, Henschleben, Tunzenhausen und Branderode starb 1789 als königlich preußischer Major außer Dienst und Ritter des Johanniterordens. Friedrich Wilhelm besuchte das Joachimsthalsche Gymnasium und trat 1736 in das preußische Heer ein. Während des Siebenjährigen Krieges wurde er 13 mal verwundet. 1787 wurde er Landrat in der Grafschaft Hohenstein. Friedrich Wilhelm war zweimal verheiratet, in erster Ehe seit 1750 mit Ernestine Friederike Meurer (1731–1757) und ab 1759 in zweiter Ehe mit Henriette Sophie Luise von Wurmb (1733–1791). Nach seinem Tod beantragte seine zweite Ehefrau Henriette Sophie Luise, geborene von Wurmb, eine Witwenpension, die aber abgelehnt wurde. Sein Erbe wurde Friedrich Wilhelm, ein Sohn aus erster Ehe mit Ernestine Friederike Meurer. Von ihr kamen auch die Güter zu Vehra, Henschleben und Tunzenhausen.
Friedrich Wilhelm von Selchow (1754–1819) auf Vehra und Henschleben stand als Kammerjunker in fürstlich schwarzburg-sondershausener Diensten. Er hatte aus zwei Ehen zwölf Kinder, sieben Söhne und fünf Töchter. Der älteste Sohn Karl Ludwig von Selchow (* 1777) starb 1846 als preußischer Leutnant a. D. Er hinterließ vier Töchter, von denen Emilie von Selchow (1806–1881) den fürstlich schwarzburg-sondershausener Kammerherren, Rat und Schlosshauptmann August Eduard von Wurmb († 1885), und Auguste Friederike Wilhelmine von Selchow (1815–1875) den späteren preußischen General der Infanterie Hermann von Holleben (1804–1878), Direktor der Lebensversicherungsanstalt für die Armee und Marine und Mitglied des Preußischen Herrenhauses, heirateten.
Eduard Friedrich Wilhelm von Selchow (* 1791) auf Schonwitz, der jüngste Sohn von Friedrich Wilhelm und Halbbruder von Karl Ludwig, starb 1868 als königlich preußischer Kammerherr und Ehrenritter des Johanniterordens. Er heiratete 1818 Josepha Friederike von der Marwitz (1802–1869). Der Ehe entsprossen zehn Kinder, von denen Friedrich Wilhelm Eugen von Selchow (1828–1897), königlich preußischer Regierungsrat und Ehrenritter des Johanniterordens, sowie Friedrich Wilhelm Eduard (1830–1880), preußischer Premierleutnant, die Linie mit Söhnen und Töchtern fortsetzten konnten.

#### 2. Linie
Daniel Heinrich von Selchow, der Bruder von Daniel Valentin und Stifter der zweiten Linie auf Klauswalde, starb als Herr auf Klauswalde bei Beelitz. Er heiratete Eva Sophie von Ilow aus dem Haus Kirschbaum. Ihr Enkel Heinrich Gottlob von Selchow (* 1704) auf Klauswalde wurde königlich preußischer Oberst. Aus dessen 1731 geschlossenen Ehe mit Sophie Marianne Freiin von Rimbach kam Johann Heinrich Christian von Selchow (1732–1795). Er studierte Jura an der Georg-August-Universität Göttingen, wo er 1755 zum Dr. jur. promoviert und eine außerordentliche Professur der Rechte erhielt. 1782 wurde er landgräflich hessen-kasseler Geheimrat und 1783 Kanzler der Universität Marburg. Johann Heinrich Christian war zweimal verheiratet, in erster Ehe seit 1758 mit Elenore Rosine von Weise, die Ehe wurde 1762 geschieden, und in zweiter Ehe mit Johanna Dorothea von Hanstein (1747–1827). Er verstarb am 21. April 1895 in Marburg.
Friedrich Wilhelm von Selchow (* 1769) auf Rettkewitz in Pommern, ein Sohn von Johann Heinrich Christian aus dessen zweiter Ehe, starb 1845 als preußischer Hauptmann a. D. und Landrat des Kreises Lauenburg in Danzig. Friedrich Wilhelm war seit 1800 mit Friederike Ludowika Amalie Kummer (1783–1864) verheiratet. Aus der Ehe kamen zwölf Kinder, zwei Söhne und zehn Töchter, von denen noch drei vor ihren Eltern verstarben.
Adelheide Emma Erdmuthe von Selchow (1802–1883), die älteste Tochter, heiratete 1823 Wilhelm Kasimir Ludwig Boguslaw Graf von Schwerin-Schwerinsburg († 1874). Von ihren Brüdern wurde Leonhard Rudolph Mordian (1809–1893), preußischer Generalleutnant und zuletzt Kommandant von Kassel und Adolf Albrecht Hugo von Selchow (1810–1878) königlich preußischer Oberregierungsrat zu Frankfurt an der Oder und Rechtsritter des Johanniterordens. Der älteste Bruder Werner Ludolph Erdmann von Selchow (1806–1884) auf Rettkewitz mit Karolinenthal wurde königlich preußischer Landwirtschaftsminister. Er studierte Jura und war zunächst von 1843 bis 1845 Landrat des Kreises Lauenburg. Von 1848 bis 1849 war er Mitglied der Frankfurter Nationalversammlung und ab 1851 Mitglied des Preußischen Abgeordnetenhauses. 1856 bis 1862 war Werner Ludolph Erdmann Regierungspräsident in Frankfurt an der Oder, 1862 wurde er Oberpräsident der Provinz Brandenburg und Mitglied des Preußischen Staatsrats. Otto von Bismarck berief ihn 1862 als Landwirtschaftsminister in sein Kabinett. Ein Amt, das er bis zu seiner Pensionierung 1873 ausübte. Er war außerdem Dechant des Domstiftes Brandenburg, Rechtsritters des Johanniterordens und königlich preußischer Major. Werner Ludolph Erdmann heiratete 1835 Karoline Louise von Hanstein (1813–1882) und hinterließ zwei Söhne und neun Töchter.
Die älteste Tochter Gertrud Juliane Pauline von Selchow (* 1836) heiratete 1854 den königlich preußischen Oberregierungsrat Albert Heinrich Rudolf Sack und ihre jüngeren Schwestern Hedwig Johanna Karoline (* 1843) 1863 Heinrich Paul von Geißler, preußischer Generalleutnant, und Hildegard Anette Bertha (* 1845) 1867 Hermann von Lettow-Vorbeck († 1913), preußischer General der Infanterie. Thusnelda Wilhelmine Emilie von Selchow (* 1839) ehelichte 1859 den königlich preußischen Regierungsrat Franz Friedrich Erdmann von Gottberg († 1869). Sie waren die Eltern von Klementine Elsbeth Anna von Gottberg (1885–1958), einer entschiedenen Gegnerin des Nationalsozialismus und das einzige weibliche Mitglied des Brandenburgischen Provinzialbruderrates der Bekennenden Kirche. Martha Marie Klementine von Selchow (* 1842), eine weitere Schwester, wurde Hofdame der Prinzessin Alexandrine von Preußen, der späteren Frau von Herzog Wilhelm zu Mecklenburg-Schwerin.
Die beiden Söhne von Werner Ludolph Erdmann und Karoline Louise, Friedrich Wilhelm Otto und Hans Heinrich Christian, standen in preußischen Militärdiensten. Friedrich Wilhelm Otto von Selchow (1851–1914) auf Karolinenthal diente zuletzt als Premierleutnant im Husaren-Regiment „Fürst Blücher von Wahlstatt“ (Pommersches) Nr. 5. Aus seiner 1875 geschlossenen Ehe mit Hedwig Johanna Wilhelmine Kratz (* 1851) gingen vier Kinder hervor. Der einzige Sohn Werner Heinrich Bogislaw von Selchow (1877–1943) wurde Marineoffizier, Schriftsteller und Freikorpsführer. Er war bekennender Nationalsozialist, aber kein Mitglied der NSDAP. Werner Heinrich Bogislaw starb am 6. Februar 1943 in Berlin. Hans Heinrich Christian von Selchow (* 1855), sein Onkel und Bruder von Friedrich Wilhelm Otto, war preußischer Hauptmann und Kompaniechef im 7. Thüringischen Infanterie-Regiment Nr. 96. Er heiratete 1885 Angela Friederike Juliane Gräfin von Hopffgarten (* 1855). Das Paar hatte sechs Kinder, fünf Söhne und eine Tochter.

### Besitzungen
Nach Ledebur war die Familie in Brandenburg 1417 zu Lindow, 1451 zu Kirschbaum, 1537 zu Lieben, 1614 zu Beelitz in der Neumark und Bieberteich, 1630 zu Schermeisel bei Zielenzig, 1674 zu Radach bei Drossen, 1688 zu Malkendorf und Pinnow bei Sternberg, 1709 zu Clauswalde bei Sieversdorf, 1711 zu Görbitsch, 1742 zu Gandern bei Sternberg, 1748 zu Trebus bei Lebus, 1767 zu Reichenwalde bei Ziebingen sowie 1773 zu Grabow und Gründel und 1779 zu Kuhdamm bei Soldin besitzlich.
In Pommern waren 1803 Rettkewitz bei Neuendorf im ehemaligen Landkreis Lauenburg, in Schlesien 1836 Nippern bei Nimkau im Landkreis Neumark und Rudnick im Landkreis Ratibor und in Thüringen 1774 Branderode im Landkreis Nordhausen, 1776 Vehra und 1777 Henschleben im Landkreis Weißensee im Besitz bzw. Teilbesitz derer von Selchow.
Mitte des 19. Jahrhunderts waren Angehörige der Familie im Königreich Preußen zu Rettkewitz (1857) im Landkreis Lauenburg in Pommern begütert. Der königlich preußische Landrat des Kreises Ratibor, Friedrich Wilhelm Eugen von Selchow, besaß Ponientzütz im Landkreis Ratibor und der königlich preußische Kammerherr Friedrich Eduard von Selchow war Herr auf Pommerswitz und Altwiendorf bei Leobschütz im Landkreis Leobschütz sowie auf Schonowitz im Landkreis Ratibor. Wilhelmine von der Marwitz, verheiratete Kammerherrin von Selchow, war ebenfalls zu Rudnick im Landkreis Ratibor besitzlich.

## Wappen

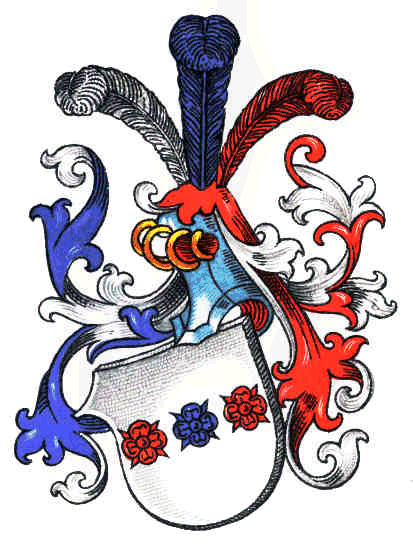
Wappen im [http://www.dokumentyslaska.pl/krane%201904/litera%20s.html Schlesischen Wappenbuch

Das Wappen zeigt in Silber balkenweise drei (rot, blau, rot) Rosen. Auf dem Helm mit rechts blau-silbernen und links rot-silbernen Helmdecken drei (silber, blau, rot) Straußenfedern.

## Bekannte Familienmitglieder
- Adolf von Selchow (1810–1878), preußischer Landrat im Kreis Glogau (1849–1868)
- Alexander Ludwig von Selchow (1714–1756), preußischer Landrat im Kreis Sternberg[6]
- Anni von Gottberg, geborene von Selchow, (1885–1958), Mitglied des Brandenburgischen Provinzialbruderrates der Bekennenden Kirche
- Bogislav von Selchow (1877–1943), deutscher Schriftsteller und Freikorpsführer
- Eduard von Selchow (1791–1868), preußischer Kammerherr und Rittergutsbesitzer
- Eugen von Selchow (1828–1897), preußischer Landrat im Kreis Ratibor (1852–1869)
- Friedrich von Selchow (1769–1845), preußischer Landrat im Kreis Lauenburg[8]
- Friedrich Wilhelm von Selchow (1722–1789), preußischer Landrat in der Grafschaft Hohnstein[6]
- Heinrich Christian von Selchow (1732–1795), deutscher Jurist
- Leonhard von Selchow (1809–1893), preußischer Generalleutnant
- Werner von Selchow (1806–1884), deutscher Politiker und preußischer Landrat sowie Landwirtschaftsminister (1862–1872)
- Wolf Balthasar von Selchow (1684–1744), preußischer Generalleutnant